# Or nòrdic
Or nòrdic és el nom comercial d'un aliatge de coure, fet de 89% de coure, 5% d'alumini, 5% de zenc i 1% d'estany (Cu89Al5Zn5Sn1), de color groc clar.
Malgrat el seu nom no conté gens d'or, i ni el color, ni el pes s'hi assemblen. No és magnètic, és hipo-al·lergogen, antimicòtic i lleugerament antimicrobià sobretot després abrasió. Aquest aliatge és conegut com a or nòrdic, perquè es va fer servir per primera vegada a Suècia per a fabricar les monedes de 10 corones. S'utilitza entre d'altre per fabricar les monedes de 10, 20 i 50 cèntims d'euro.